# Margaret Damer Dawson

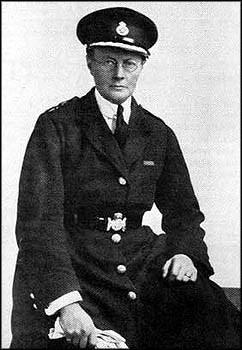
Margaret Damer Dawson, ca. 1917

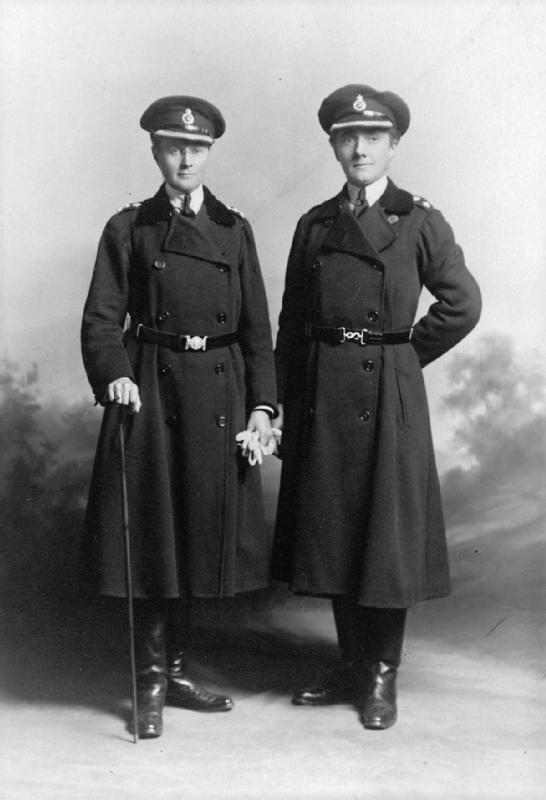
Commandant Margaret Damer Dawson (links) und Subcommandant Mary Sophia Allen des Women’s Police Service, 1914–1918

Margaret Mary Damer Dawson (* 12. Juni 1873 in Hove, Sussex; † 18. Mai 1920 in Lympne, Kent) war eine englisch-britische Tierschützerin, Antivivisektionistin, Philanthropin und Polizistin. Sie war Mitbegründerin des ersten britischen Frauenpolizeidienstes, des Women’s Police Service.

## Leben
Dawson wurde als Tochter des Chirurgen Richard Dawson und seiner Frau Agnes Baird Hemming in einer wohlhabenden Familie. 1914, heiratete ihre Mutter Thomas de Grey, 6. Baron Walsingham und wurde Agnes, Lady Walsingham. Dawson erhielt ihre Ausbildung hauptsächlich privat, studierte jedoch Musik bei Benjamin Schönberger und Herbert Sharpe und erhielt das Diplom der London Academy of Music. Ihr unabhängiges Einkommen ermöglichte es Dawson, sich in wohlhabenden Kreisen zu bewegen, und es unterstützte sie bei ihren Kampagnen. In ihren Erwachsenenjahren engagierte sie sich in verschiedenen philanthropischen Aktivitäten.
Sie gründete ein Heim für Findelkinder, aber ihr Hauptengagement galt zunächst dem Tierschutz und der Ablehnung der  Vivisektion. Sie organisierte den International Congress of Animal Protection Societies, der 1906 in London stattfand. Dawson war ehrenamtliche Sekretärin des 1908 von Lizzy Lind af Hageby gegründeten International Anti-Vivisection Council. Für ihren Einsatz für den Tierschutz wurde sie von Finnland und Dänemark mit Verdienstmedaillen ausgezeichnet.
Dawson interessierte sich für feministische Themen wie die Kampagne gegen den Frauen- und Kinderhandel und war 1914 Mitglied des Criminal Law Amendment Committee. Dies führte sie zu der Kampagne für weibliche Polizisten, die bei der Bearbeitung von Fällen, in die Frauen verwickelt waren, und insbesondere des sexuellen Missbrauchs von Kindern als besser als Männer geeignet diskutiert wurden. Als der Erste Weltkrieg im August 1914 ausbrach, gründete Dawson zusammen mit Nina Boyle die Women Police Volunteers (WPV). Dawson wurde Leiterin, Nina Boyle ihre Stellvertreterin. Viele der ersten Rekrutinnen, etwa fünfzig, hatten als militante Suffragetten Gefängniserfahrung, was von konkurrierenden Frauenpolizeistreifen, die von der National Union of Women Workers (später National Council of Women) gegründet wurden, kritisiert wurde. Dawson reputabler Hintergrund war da eine Hilfe. Aufgrund von Meinungsverschiedenheiten über die Rolle der Organisation schied Boyle 1915 aus, Dawson übernahm die Leitung der in Women Police Service (WPS) umbenannten Organisation, mit Mary Sophia Allen als stellvertretender Kommandantin. Sie entwarfen ihre eigene Uniform und eröffneten Ausbildungsschulen in London und Bristol. Sie sahen ihre Aufgabe vor allem darin, sich um Frauen und Kinder zu kümmern und Frauen aus dem „Laster“ (Prostitution) und der „weißen Sklaverei“ (mit der Prostitution verbundene Nötigung) zu befreien. Sie überwachten auch die Munitionsfabriken, in denen viele Frauen beschäftigt waren. Der WPS arbeitete auch in London, wo das „Khaki-Fieber“ (Frauen, die für Soldaten schwärmen) als Problem definiert wurde. Neben diesen Aktivitäten betrieb der WPS auch Kinderfürsorge und richtete eine Wohltätigkeitsabteilung und ein Heim für Mütter und Babys ein. Dawson wurde im Februar 1918 für ihre Verdienste mit dem Order of the British Empire ausgezeichnet.
Zum Kriegsende 1918 waren über 350 Frauen für den WPS tätig und es stellte sich die Frage der weiteren Verwendung. Dawson brachte die Polizeipräsidenten im ganzen Land dazu, 47 der demobilisierten weiblichen Polizistinnen einzustellen, aber insbesondere der Londoner Polizeipräsident blieb ablehnend. Dawson gehörte zu den Konsultierten des Ausschusses für die Beschäftigung von Frauen im Polizeidienst (dem sogenannten Baird-Ausschuss), als es darum ging, eine ständige Frauenpolizei unter der Kontrolle des Innenministeriums einzurichten. Vor allem die Metropolitan Police war gegen eine eigenständige Einheit, für die Dawson in ihrer Aussage plädierte. Am Ende richtete die Metropolitan Police eine eigene Frauenabteilung ein. In diese konnten die militanten Suffragetten, wie Dawsons Stellvertreterin Allen, jedoch nicht eintreten, weil der Commissioner der Metropolitan Police die Übernmahme in den Dienst ablehnte.
Während die Diskussion noch lief, starb Dawson am 18. Mai 1920 unerwartet an einem Herzinfarkt. Allen vermutete später, dass die Auseinandersetzung um die Frauen im Polizeidienst dazu beigetragen hätte. Ihre Führungsrolle als WPS-Kommandantin wurde von Allen übernommen, die nach einem bereits 1915 aufgesetzten Testament auch Dawsons Haus und den größten Teil ihres verbliebenen Geldes erbte. Dawsons finanzielle Mittel waren geschrumpft, da sie viel Geld für den freiwilligen Polizeidienst ausgegeben hatte.
Dawson wurde am 22. Mai 1920 unter Beteiligung anderer Polizistinnen in Lympne beigesetzt. In einer Ecke des Friedhofs von Lympne wurde ein Denkmal errichtet.
An Dawsons Haus 10 Cheyne Walk in Chelsea erinnert eine Gedenktafel an sie. Zu ihrem Gedenken wurde zudem eine Vogeltränke, das Margaret Damer Dawson Memorial Bird Bath, auf dem Cheyne Walk aufgestellt.